# Laura Smet
Laura Smet cu numele întreg Laura Huguette Smet (n. 15 noiembrie 1983, Neuilly-sur-Seine, Île-de-France, Franța) este o actriță și cântăreață franceză. 

## Biografie
Laura Smet s-a născut lângă Paris în 1983 ca fiica actriței Nathalie Baye și al cântărețului Johnny Hallyday (pe numele real Jean-Philippe Smet). Părinții ei s-au despărțit trei ani mai târziu și a fost crescută de mama ei.[2] Unul dintre nașii ei este cântărețul și actorul Eddy Mitchell (din partea tatălui) iar celălalt, producătorul Dominique Besnehard, din partea mamei. În 1986, Johnny Hallyday a înregistrat melodia Laura în onoarea ei, scrisă și compusă de Jean-Jacques Goldman. 
După ce a părăsit școala la vârsta de șaisprezece ani, Smet s-a orientat către actorie și a urmat cursuri cu actorul Raymond Acquaviva. În vara anului 2002, ea a participat la un atelier pentru tineri cineaști, care le-a permis regizorilor aspiranți până acum puțin cunoscuți să își ducă la bun sfârșit proiectele respective. Aici, Smet a jucat și alături de Kristin Scott Thomas în episodul pilot Happy End al lui Joo Jihong.
Primul ei rol de film l-a primit de la Olivier Assayas, care a recomandat-o pe Smet colegului său regizor Xavier Giannoli. În 2003, ea a jucat rolul principal în drama lui Giannoli Les Corps impatients, Charlotte, o bolnavă de cancer care se implică într-un triunghi amoros cu iubitul ei, studentul la drept taciturn Paul (interpretat de Nicolas Duvauchelle) și vărul ei. Laura Smet a fost apreciată de critici pentru interpretarea sa și a primit în 2004 o nominalizare la César pentru cea mai promițătoare actriță , Premiul național de film al Franței, precum și Premiul Romy Schneider.
După succesul primului ei film, Laura Smet a apărut în 2003 într-un rol secundar în drama lui Frédéric Fonteyne Soția lui Gilles, în care a jucat-o pe frumoasa soră tânără a lui Emmanuelle Devos. Un an mai târziu a apărut în Domnișoara de onoare regizat de Claude Chabrol, care a făcut-o cunoscută și publicului internațional. În thriller, Benoît Magimel este partenerul ei din film, de la care cere o crimă ca dovadă a iubirii sale.
În 2006, Smet, care este una dintre cele mai talentate tinere actrițe din Franța, a avut un rol secundar în drama regizoarei Florence Moncorgé-Gabin, fiica actorului Jean Gabin, La passager de l'été, în care a jucat alături de François Berléand, Grégori Derangère, Catherine Frot, Samuel Le Bihan și Mathilde Seigner. Au urmat apariții în trei producții cinematografice în 2007, inclusiv rolul principal din adaptarea lui Pascal Thomas al Agathei Christie L'heure zéro cu Chiara Mastroianni, Melvil Poupaud și Danielle Darrieux. În același an, Smet a fost nevoită să întrerupă filmarea dramei istorice Les femmes de l'ombre a lui Jean-Paul Salomé din cauza „problemelor de sănătate și efortului excesiv”. Câteva luni mai târziu, Smet a declarat că a cautat tratament în spital din cauza consumului crescut de alcool și medicamente.
Actrița este o mare fană a Genei Rowlands și Naomi Watts. Este îndrumată de nașul ei[4] Dominique Besnehard, cu care au avut mama ei Nathalie Baye, Anouk Aimée, Eva Green și Sophie Marceau și ele contract.

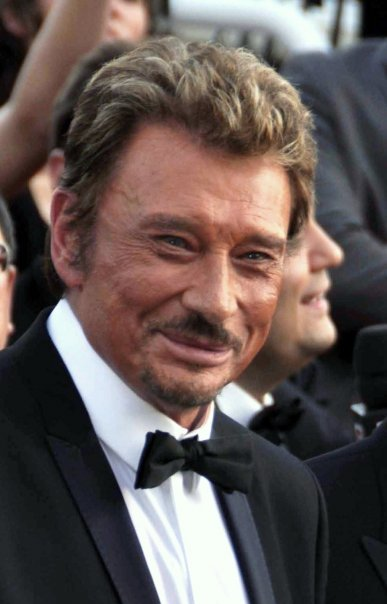
Johnny Hallyday, tatăl ei
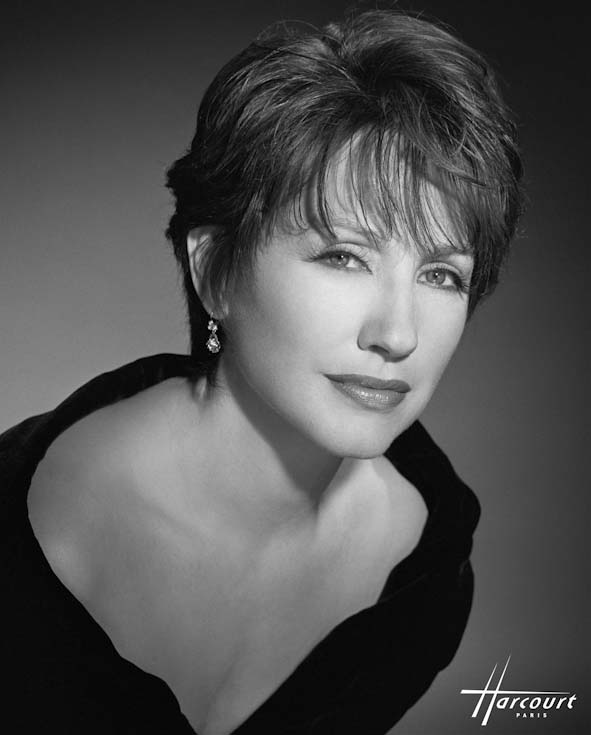
Nathalie Baye, mama sa
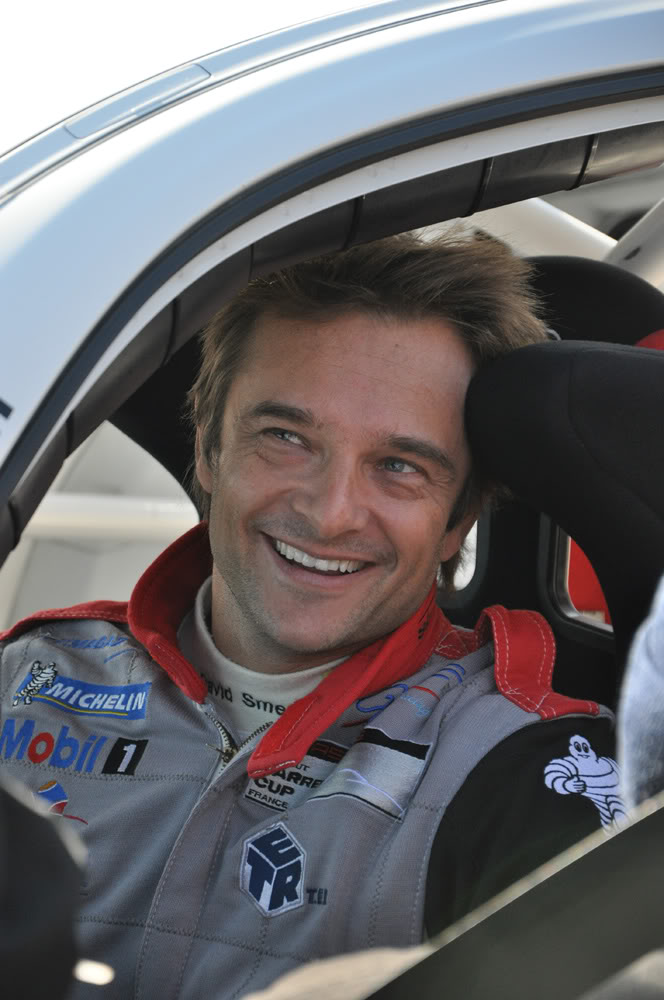
David Hallyday, fratele ei vitreg

## Filmografie selectivă

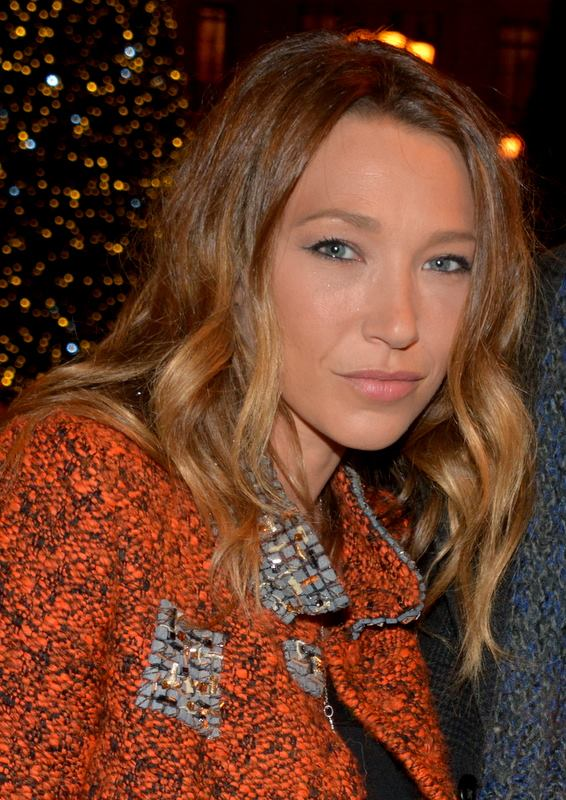
Laura Smet în 2015

### Actorie
- 2003 Les Corps impatients, regia Xavier Giannoli : Charlotte
- 2004 Soția lui Gilles (La Femme de Gilles), regia Frédéric Fonteyne : Victorine
- 2004 Domnișoara de onoare (La Demoiselle d'honneur), regia Claude Chabrol : Stéphanie Bellange
- 2006 Le Passager de l'été, regia Florence Moncorgé-Gabin : Jeanne
- 2007 UV, regia Gilles Paquet-Brenner : Julie
- 2007 L'Heure zéro, regia Pascal Thomas : Caroline Neuville
- 2008 La Frontière de l'aube, regia Philippe Garrel : Carole
- 2010 Pauline et François, regia Renaud Fély : Pauline Cointat
- 2010 Insoupçonnable, regia Gabriel Le Bomin : Lise
- 2014 Yves Saint Laurent, regia Jalil Lespert : Loulou de la Falaise
- 2014 96 heures, regia Frédéric Schoendoerffer : Camille Kancel
- 2014 Eden, regia Mia Hansen-Løve : Margot
- 2014 Tiens-toi droite, regia Katia Lewkowicz : Lili
- 2015 Premiers Crus, regia Jérôme Le Maire : Marie
- 2017 Les Gardiennes, regia Xavier Beauvois : Solange
- 2017 Carbone, regia Olivier Marchal : Noa Van Stretch
- 2017 L'Araignée Rouge, regia Franck Florino : Claire Guérin
- 2019 La Sainte Famille, regia Louis-Do de Lencquesaing : Marie-Laure

### Regie
- 2018 Thomas, scurt-metraj, cu Nathalie Baye

## Discografie
- 2010 On se fait peur (duet cu David Hallyday, pe albumul Un nouveau monde)[8]
- 2013 Tout Le Monde Veut Devenir Un Cat (duet cu Thomas Dutronc)[9]
- 2020 Un verre à la main (duet cu Grand Corps Malade, pe albumul Mesdames)

## Distincții
- 2004 Prix Romy-Schneider
- 2004 Étoiles d'or du cinéma français : revelație feminină pentru Les Corps impatients
- 2018 Chelsea Film Festival de New York 2018 : Prix du meilleur court métrage pour Thomas[10][11].